# Tần Sinh Tường
Tần Sinh Tường (tiếng Trung: 秦生祥; sinh tháng 2 năm 1957) là Đô đốc Hải quân Quân Giải phóng Nhân dân Trung Quốc (PLAN). Ông là Ủy viên Ủy ban Trung ương Đảng Cộng sản Trung Quốc khóa XIX, nguyên Chính ủy Hải quân Quân Giải phóng Nhân dân Trung Quốc. Trước đó, từ năm 2012 đến năm 2017, ông giữ chức vụ Chủ nhiệm Văn phòng Quân ủy Trung ương Trung Quốc.

## Tiểu sử
Tần Sinh Tường sinh tháng 2 năm 1957 tại Giam Lợi, tỉnh Hồ Bắc. Ông tốt nghiệp chuyên ngành quản lý kinh tế, Học viện Hàm thụ thuộc Trường Đảng Trung ương Đảng Cộng sản Trung Quốc. Ông từng đảm nhiệm chức vụ Phó Trưởng ban Tổ chức, Cục Chính trị Quân khu Bắc Kinh.
Năm 2002, Tần Sinh Tường được bổ nhiệm làm Chính ủy Sư đoàn Bộ binh cơ giới hóa 112, Tập đoàn quân 38, Quân khu Bắc Kinh. Năm 2005, ông được bổ nhiệm giữ chức Phó Cục trưởng Cục Tổ chức, Tổng cục Chính trị Quân Giải phóng Nhân dân Trung Quốc. Tháng 7 năm 2007, ông được phong quân hàm Thiếu tướng. Tháng 8 năm 2011, ông được bổ nhiệm làm Cục trưởng Cục Tổ chức, Tổng cục Chính trị.
Tháng 12 năm 2012, Tần Sinh Tường được bổ nhiệm giữ chức vụ Chủ nhiệm Văn phòng Quân ủy Trung ương, thay cho Trung tướng Vương Quán Trung. Năm 2013, ông được bầu làm Đại biểu Đại hội đại biểu Nhân dân toàn quốc (Quốc hội Trung Quốc) khóa XII, nhiệm kỳ 2013 đến năm 2018 thuộc đoàn đại biểu Quân Giải phóng Nhân dân Trung Quốc. Tháng 7 năm 2015, ông được thăng quân hàm Trung tướng.
Tháng 1 năm 2016, Trung Quốc cải tổ cơ quan của Quân ủy Trung ương, Tần Sinh Tường được bổ nhiệm giữ chức vụ Chủ nhiệm Văn phòng Quân ủy Trung ương Trung Quốc kiêm Chủ nhiệm Văn phòng cải cách và biên chế Quân ủy Trung ương. Tháng 9 năm 2017, ông được bổ nhiệm làm Chính ủy Hải quân Quân Giải phóng Nhân dân Trung Quốc, kế nhiệm Đô đốc Miêu Hoa. Ngày 24 tháng 10 năm 2017, tại Đại hội Đảng Cộng sản Trung Quốc lần thứ XIX, ông được bầu làm Ủy viên Ban Chấp hành Trung ương Đảng Cộng sản Trung Quốc khóa XIX.
Ngày 31 tháng 7 năm 2019, ông được thăng quân hàm Đô đốc